# فورت سیمسون
فورت سیمسون (به انگلیسی: Fort Simpson) یک منطقهٔ مسکونی در کانادا است که در قلمرو شمال غربی واقع شده‌است. فورت سیمسون ۱٬۲۳۸ نفر جمعیت دارد و ۱۶۹ متر بالاتر از سطح دریا واقع شده‌است.